# Sixt IV
Sixt IV (Celle Ligure, República de Gènova, 21 de juliol de 1414 - Roma, 12 d'agost de 1484) fou un papa de Roma. Va néixer amb el nom de Francesco della Rovere. Fill de Leonardo della Rovere i Lucchina Monleone va ingressar molt jove a l'Ordre dels Germans Menors Conventuals. Frare franciscà en la seva joventut l'any 1464 fou escollit superior i posteriorment va ser consegrat cardenal.
Successor de Pau II, va ser escollit papa el 9 d'agost de 1471. El seu pontificat va destacar per la construcció de la Capella Sixtina dins el Vaticà, el Pont Sixtí i la fundació del Cor Sixtí, sent així un gran mecenes amb les arts així com de les lletres.

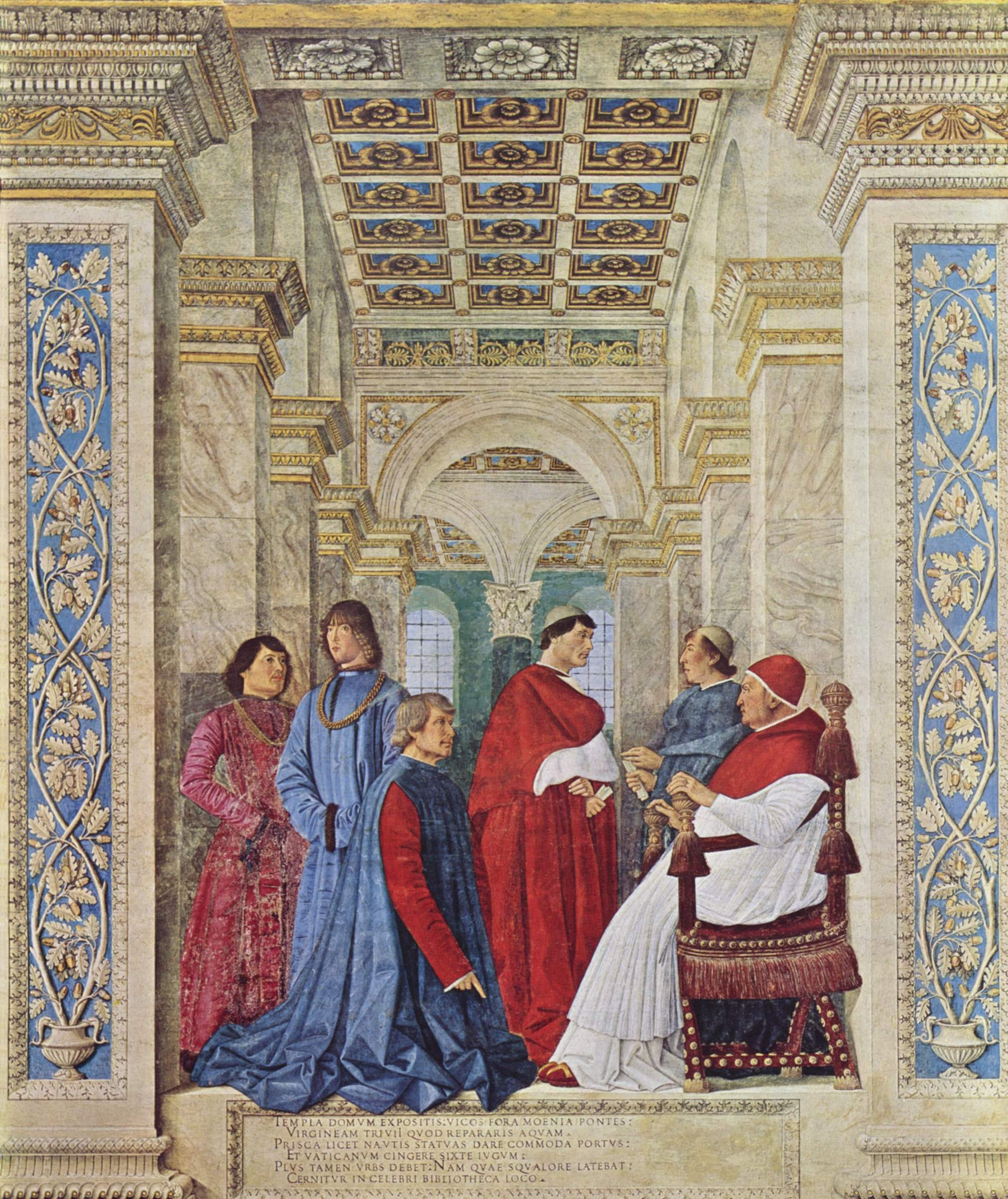
Sixt IV segons el pintor Melozzo da Forlì

Amb el suport de Ferran I de Nàpols va declarar la guerra a la República de Florència. La presa d'Òtranto pels otomans va causar pànic a Itàlia, i l'any següent, amb la mort de Mehmet II, Sixt IV no va afluixar en els esforços de croada i la ciutat va ser recuperada per l'infant Alfons, duc de Calàbria, i fill de Ferran I de Nàpols, que a continuació va dirigir-se a Albània a donar suport a una revolta, però no va atacar el port d'Avlona i el Papa va acordar amb la República de Venècia treure Ferran del Regne de Nàpols. Va nomenar verus christianae fidei athleta (veritable campió de la fe cristiana) Esteve III de Moldàvia després de la seva victòria decisiva sobre els otomans en la batalla de Vaslui de 1475.
Va fixar la festivitat de Sant Josep el dia 19 de març.
Va morir a Roma el 12 d'agost de 1484 i va ser sepultat a la Basílica de Sant Pere.